# 约翰·贝蒂
约翰·贝蒂（英語：John Beattie，1957年4月9日—），英国男子赛艇运动员。他曾代表英国参加1980年和1984年夏季奥林匹克运动会赛艇比赛，其中1980年奥运会获得一枚铜牌。